# Сисилия, Нина
Алехандрина «Нина» Сисилия Эрнандес (исп. Alejandrina "Nina" Sicilia Hernández; р. 3 декабря 1962, Каракас, Венесуэла) — победительница конкурса Мисс Интернешнл 1985, состоявшегося 15 сентября 1985 года в Цукубе, Япония.

## Ранняя биография
Её отец, умерший в 2005 году, был испанским эмигрантом, который с трудом смог обеспечить Нине образование. Нина в итоге получила высшее образование и специальность бухгалтера, также она в течение 10 лет обучалась игре на фортепьяно в Консерватории Хуана Хосе Ландаэты. Зачастую Нине приписывают итальянское происхождение из-за фамилии созвучной острову Сицилия, однако оба её родителя — выходцы с Канарских островов.

## Мисс Интернешнл
Нина Сисилия представляла штат Монагас на конкурсе Мисс Венесуэла 1985, получив титул Мисс Элегантность и заняв первое из вторых мест в общем конкурсе, что дало ей право представлять Венесуэлу на Мисс Интернешнл.
Нина Сисилия, выиграв Мисс Интернешнл 1985, стала первой представительницей своей страны, победившей на этом конкурсе.

## Дальнейшая биография
У Нины Сисилии двое детей, она замужем. Сисилия работает ведущей в телекомпании Venevisión, а также менеджером в маркетинговой компании в Каракасе.